# Esqui (equipamento)

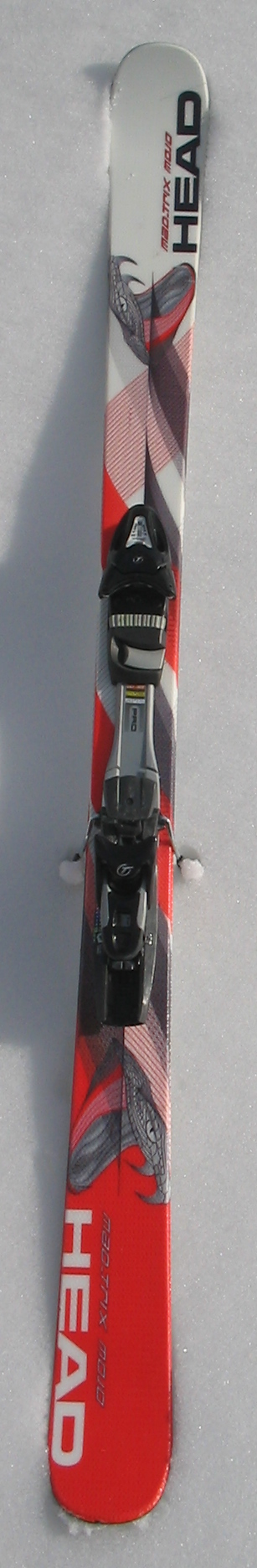
Um esqui alpino: a ponta e a cauda tocam a neve enquanto a seção intermediária está no ar.

Um esqui é uma tira estreita de material semirrígido usada sob os pés para deslizar sobre a neve. Substancialmente mais longos do que largos e caracteristicamente empregados em pares, os esquis são presos às botas de esqui com fixadores de esqui, com um calcanhar livre, travável ou parcialmente preso. Para escalar encostas, as peles de esqui (originalmente feitas de pele de foca, mas atualmente feitas de materiais sintéticos) podem ser fixadas na base do esqui.
Originalmente concebidos como um auxílio para viajar sobre a neve, eles agora são usados principalmente para fins recreativos e esportivos.

## Etimologia e uso
A palavra ski vem da palavra skíð do nórdico antigo, que significa "madeira fendida", "bastão de madeira" ou "esqui". No nórdico antigo, as frases comuns que descreviam o esqui eram fara á skíðum (viajar, mover-se rapidamente sobre esquis), renna (mover-se rapidamente) e skríða á skíðum (andar sobre esquis). No norueguês moderno, a palavra ski manteve em grande parte o significado nórdico antigo em palavras para lenha rachada, materiais de construção de madeira (como tábuas de barcaça) e cerca de mastro redondo. Em norueguês, essa palavra é geralmente pronunciada /ˈʂiː/. Em sueco, outro idioma que evoluiu do nórdico antigo, a palavra é skidor (plural, pronunciado [ˈɧîːdʊr]; singular: skida).
O inglês e o francês usam a grafia original norueguesa ski e modificam a pronúncia. Antes de 1920, os ingleses frequentemente os chamavam de skee e snow-shoe. Em italiano, a pronúncia é semelhante à do norueguês, mas a grafia é modificada de acordo: sci [ˈʃi]. O português e o espanhol adaptam a palavra às suas regras linguísticas: esqui e esquí. Em alemão, as grafias Ski e Schi estão em uso, ambas pronunciadas [ˈʃiː]. Em holandês, a palavra é ski e a pronúncia era originalmente como em norueguês, mas desde aproximadamente a década de 1960 mudou. Em galês, a palavra é soletrada como sgi. Muitos idiomas formam um verbo a partir do substantivo, como to ski em inglês, skier em francês, esquiar em espanhol e português, sciare em italiano, skiën em holandês ou Schi laufen ou Schi fahren (também podendo ser Ski laufen ou Ski fahren) em alemão. O norueguês e o sueco não formam um verbo a partir do substantivo.
O finlandês tem suas próprias palavras antigas, sendo que "ski" é suksi e "skiing" é hiihtää. A palavra suksi remonta ao período proto-urálico, com cognatos como soks em língua erzia, tåut em língua mansi e tuta em língua nganasan. Os lapões também têm suas próprias palavras: por exemplo, em língua lapônica de Lule, a palavra para "esqui" é sabek e os esquis são chamados de sabega. Os lapões usam cuoigat para o verbo "esquiar".

## História

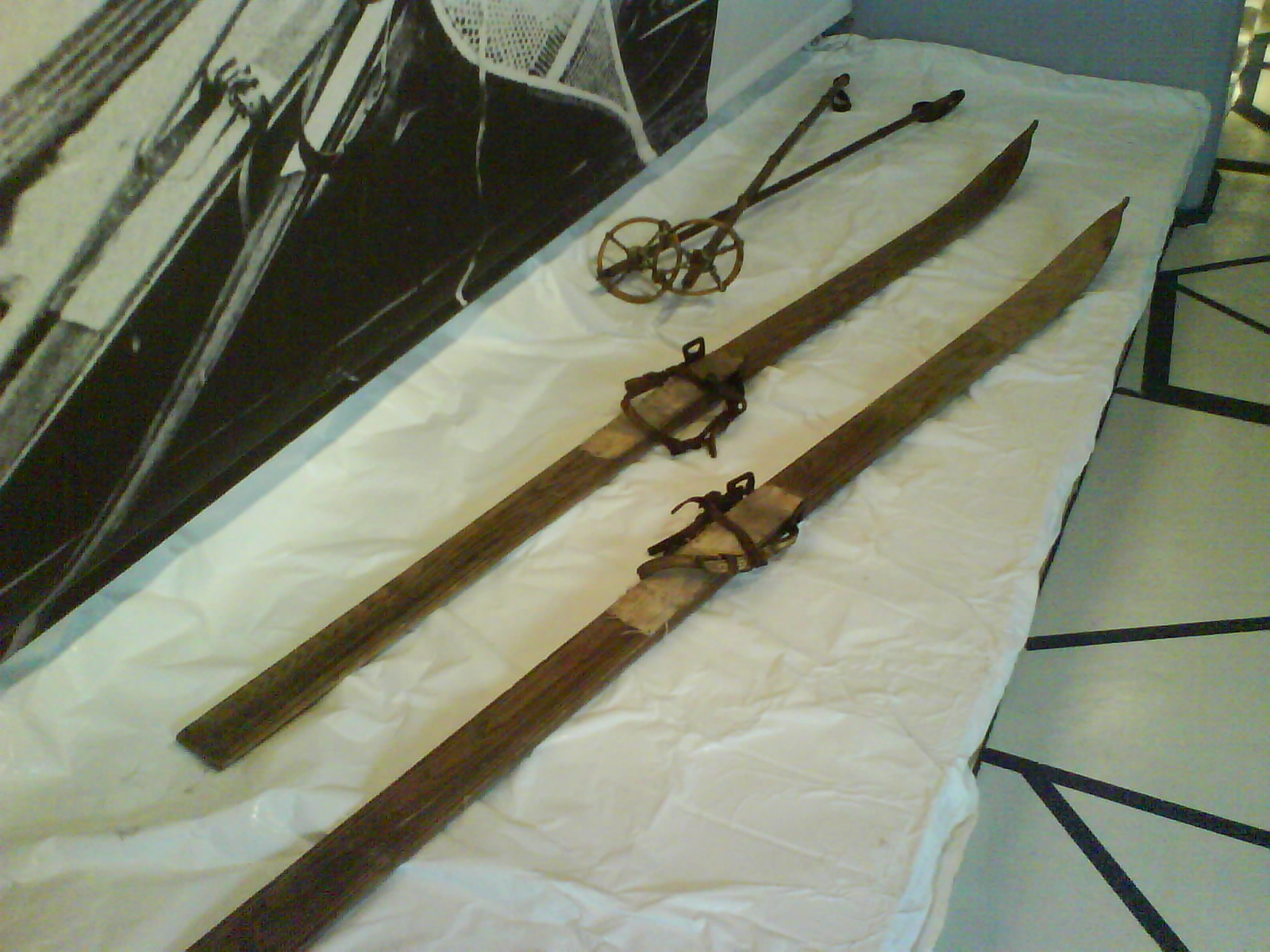
Esquis antigos.

Embora não esteja claro quem inventou os esquis, os esquis de madeira mais antigos encontrados foram na Rússia (c. 6300-5000 a.C.), Suécia (c. 5200 a.C.) e Noruega (c. 3200 a.C.), respectivamente.
Os primeiros esquis não eram usados para diversão, lazer, transporte ou velocidade; seu único objetivo era manter o usuário sobre a neve enquanto caçava ou estava em uma guerra. Os primeiros esquis eram geralmente acompanhados de bengalas para ajudar o usuário a manter o equilíbrio.
A tecnologia do esqui nórdico foi adaptada no início do século XX para permitir que os esquiadores fizessem curvas em velocidades mais altas. Novos designs de esqui e de fixadores de esqui, juntamente com a introdução de teleféricos para transportar os esquiadores pelas encostas, possibilitaram o desenvolvimento dos esquis alpinos. Enquanto isso, os avanços na tecnologia no campo nórdico permitiram o desenvolvimento de esquis especiais para patinação e salto de esqui.

### Esquis assimétricos

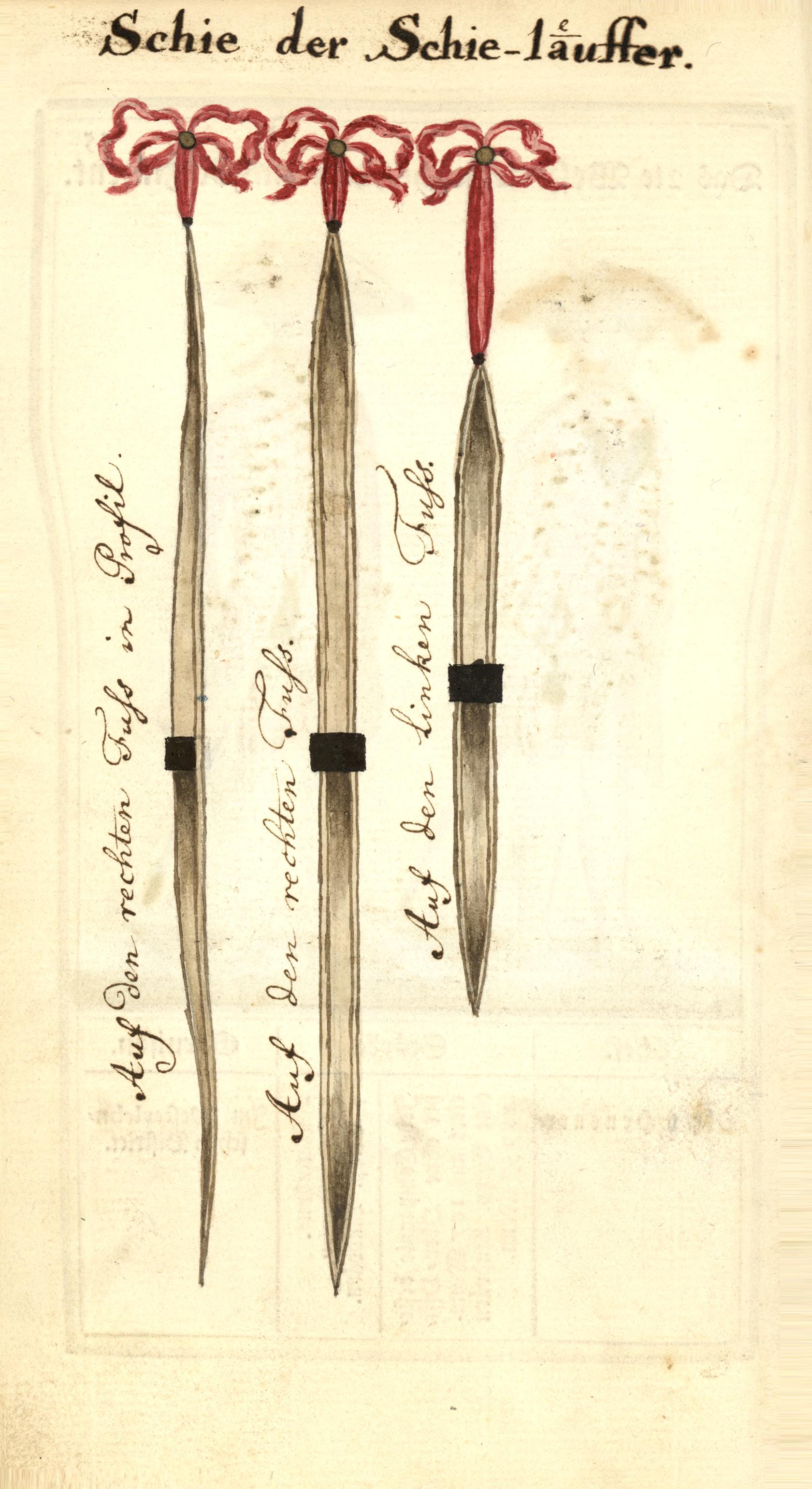
Esquis assimétricos usados pelo exército dinamarquês-norueguês no século XVIII, esqui longo para a perna direita, também mostrado de perfil (esquerda).

Esse tipo de esqui foi usado no norte da Finlândia e na Suécia até a década de 1930. Em uma perna, o esquiador usava um esqui longo, reto e não arqueado para deslizar e, na outra, um esqui mais curto para chutar e ganhar impulso. A parte inferior do esqui curto era lisa ou coberta com pele de animal para ajudar nesse uso, enquanto o esqui longo que suportava o peso do esquiador era tratado com gordura animal de maneira semelhante ao enceramento de esqui moderno. Os primeiros registros desse tipo de esquis estão nas obras de Olaus Magnus, que os associa ao povo lapão e dá os nomes de savek e golos para o esqui curto liso e com pele.
Os nomes finlandeses para esses esquis são lyly e kalhu para esquis longos e curtos.

### Esqui longo simples
Os caçadores de focas no Golfo de Bótnia desenvolveram um esqui longo especial para se esgueirar até a distância de tiro adequada, embora o esqui fosse útil para se mover no gelo compactado em geral e fosse feito especialmente longo, de 3 a 4 metros, para proteger contra rachaduras no gelo. Isso é chamado de skredstång em sueco.

### Esquis modernos

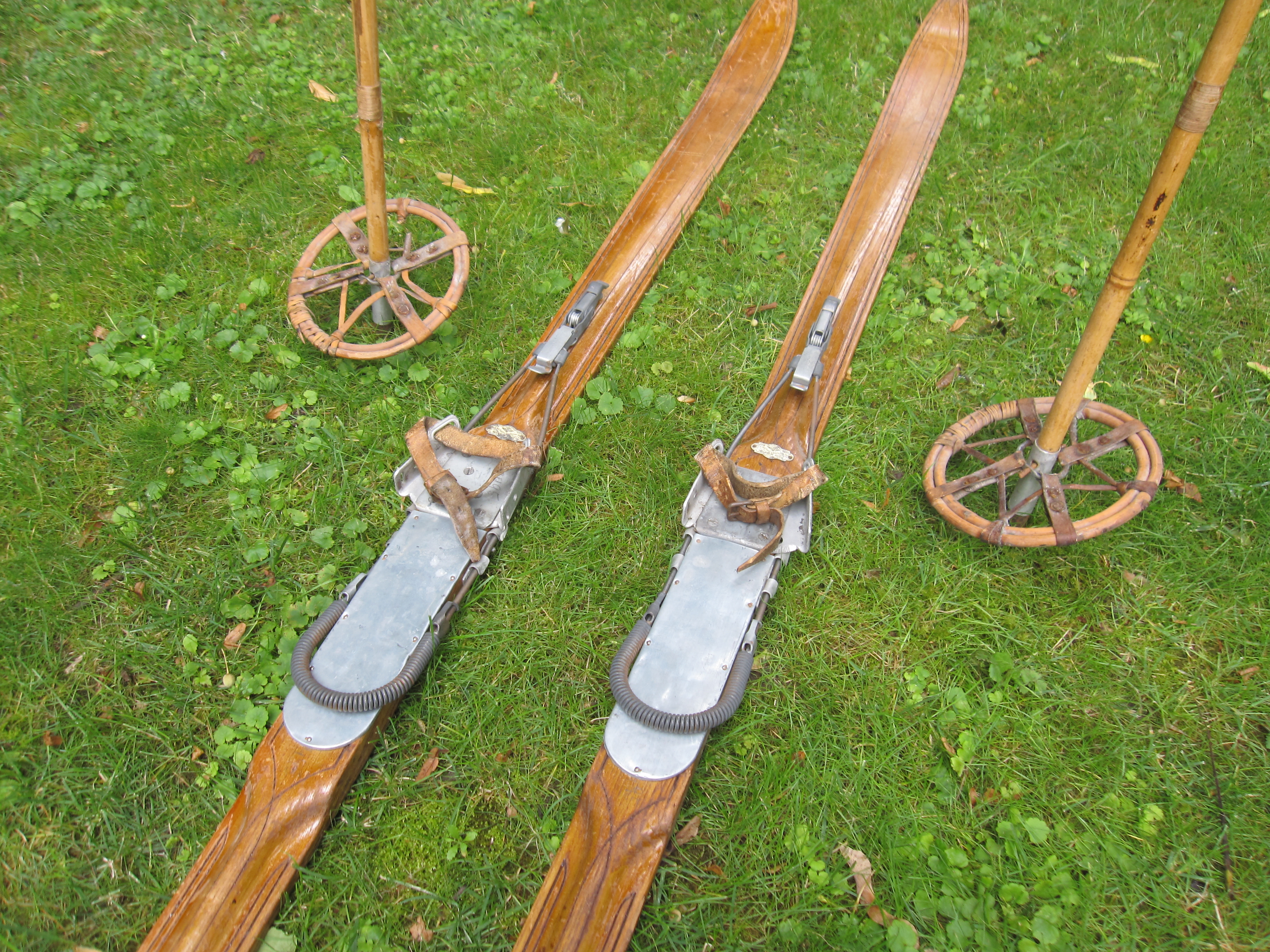
Esquis de madeira com fixações de cabo e bastões de bambu.

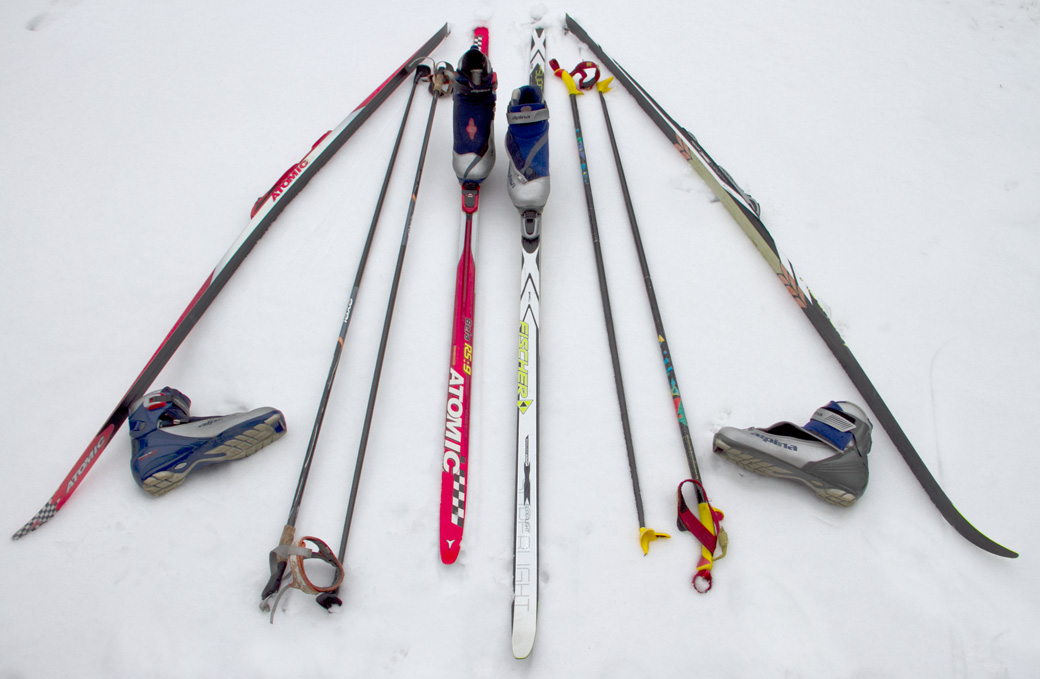
Esquis cross-country modernos de materiais sintéticos, com bastões e tênis.

Por volta de 1850, artesãos de Telemark, na Noruega, inventaram o esqui curvo. Esse esqui se arqueia no meio, sob a amarração, o que distribui o peso do esquiador de maneira mais uniforme pelo comprimento do esqui. Os esquis anteriores, no estilo prancha, tinham de ser espessos o suficiente para não se curvarem para baixo e afundarem na neve com o peso do esquiador. Esse novo design possibilitou a construção de um esqui mais fino e mais leve, que se flexionava com mais facilidade para absorver o choque dos solavancos e que manobrava e corria com mais rapidez e facilidade. O design também incluía um corte lateral que estreitava o esqui sob os pés, enquanto a ponta e a cauda permaneciam mais largas. Isso permitiu que o esqui se flexionasse e virasse com mais facilidade.
Tradicionalmente, os esquis eram esculpidos à mão em uma única peça de madeira dura, como nogueira, bétula ou freixo. Essas madeiras eram usadas devido à sua densidade e capacidade de lidar com fatores de velocidade e resistência a choques associados às corridas de esqui. Como as florestas da Europa estavam diminuindo, ficou difícil encontrar madeira de qualidade, o que levou à invenção do esqui laminado. A partir de 1891, os fabricantes de esquis na Noruega começaram a laminar duas ou mais camadas de madeira para fabricar esquis de corrida cross-country mais leves. Esses esquis evoluíram para os esquis multilaminados de alto desempenho de meados da década de 1930.
Um esqui laminado é feito de dois tipos de madeira colados. Uma camada superior de madeira macia é colada a uma camada fina sob uma superfície de madeira dura. Essa combinação criou esquis muito mais leves e mais manobráveis do que os pesados esquis de madeira dura fabricados anteriormente. Embora mais leves e mais fortes, os esquis laminados tiveram alguns problemas. As colas solúveis em água usadas na época falharam; os esquis se deformaram e racharam ao longo das bordas da cola (delaminação) com frequência e rapidez. Em 1922, um esquiador norueguês, Thorbjorn Nordby, desenvolveu uma cola forte à prova d'água que acabou com o problema de rachaduras, desenvolvendo assim um esqui laminado muito mais resistente. A pesquisa e o design de esquis laminados progrediram rapidamente. Em 1933, foi introduzida uma nova tecnologia de design com um revestimento externo de madeira dura que envolvia completamente uma camada interna de madeira mais leve, eliminando com sucesso as linhas de cola que se rompiam espontaneamente. Esse projeto inicial acabou evoluindo para uma técnica de laminação avançada que hoje é conhecida como tecnologia de revestimento de casca única.
Em 1950, Howard Head apresentou o Head Standard, construído com uma liga de alumínio em volta de um núcleo de madeira compensada. O design incluía bordas de aço (inventadas em 1928 na Áustria) e as superfícies externas eram feitas de resina fenol-formaldeído, que podia conter cera. Esse esqui de enorme sucesso era único na época, tendo sido projetado para o mercado recreativo e não para corridas. Em 1962, um esqui de fibra de vidro, o White Star da Kneissl, foi usado por Karl Schranz para ganhar duas medalhas de ouro no Campeonato Mundial de Esqui Alpino. No final dos anos 60, a fibra de vidro havia substituído o alumínio.
Em 1974, Magne Myrmo tornou-se o último campeão mundial (Falun, 15 km cross-country) usando esquis de madeira.
Em 1975, o projeto de construção de esqui com caixa de torção é patenteado e a patente é mencionada por Kästle, Salomon, Rottefella e Madshus. Em 1993, a Elan lançou o modelo Elan SCX, esquis com ponta e cauda muito mais largas do que a base. Quando inclinados em suas bordas, eles se dobram em um formato curvo. As técnicas de cross-country usam estilos diferentes de curvas; a inclinação não é tão importante, e os esquis têm um leve corte lateral. Por muitos anos, os esquis alpinos tiveram formato semelhante aos de cross-country, simplesmente mais curtos e mais largos, mas o Elan SCX introduziu um design de corte lateral radial que melhorou drasticamente o desempenho. Outras empresas rapidamente seguiram o exemplo, e um designer de esqui austríaco admitiu: "Acontece que tudo o que achávamos que sabíamos há quarenta anos estava errado." A Line Skis, a primeira empresa de esqui focada em esqui livre, inspirou o movimento de freeskiing com suas pranchas de ponta dupla em 1995. A primeira empresa a comercializar e produzir em massa com sucesso um esqui de ponta dupla foi o Salomon Group, com seu esqui 1080 em 1998.

## Geometria

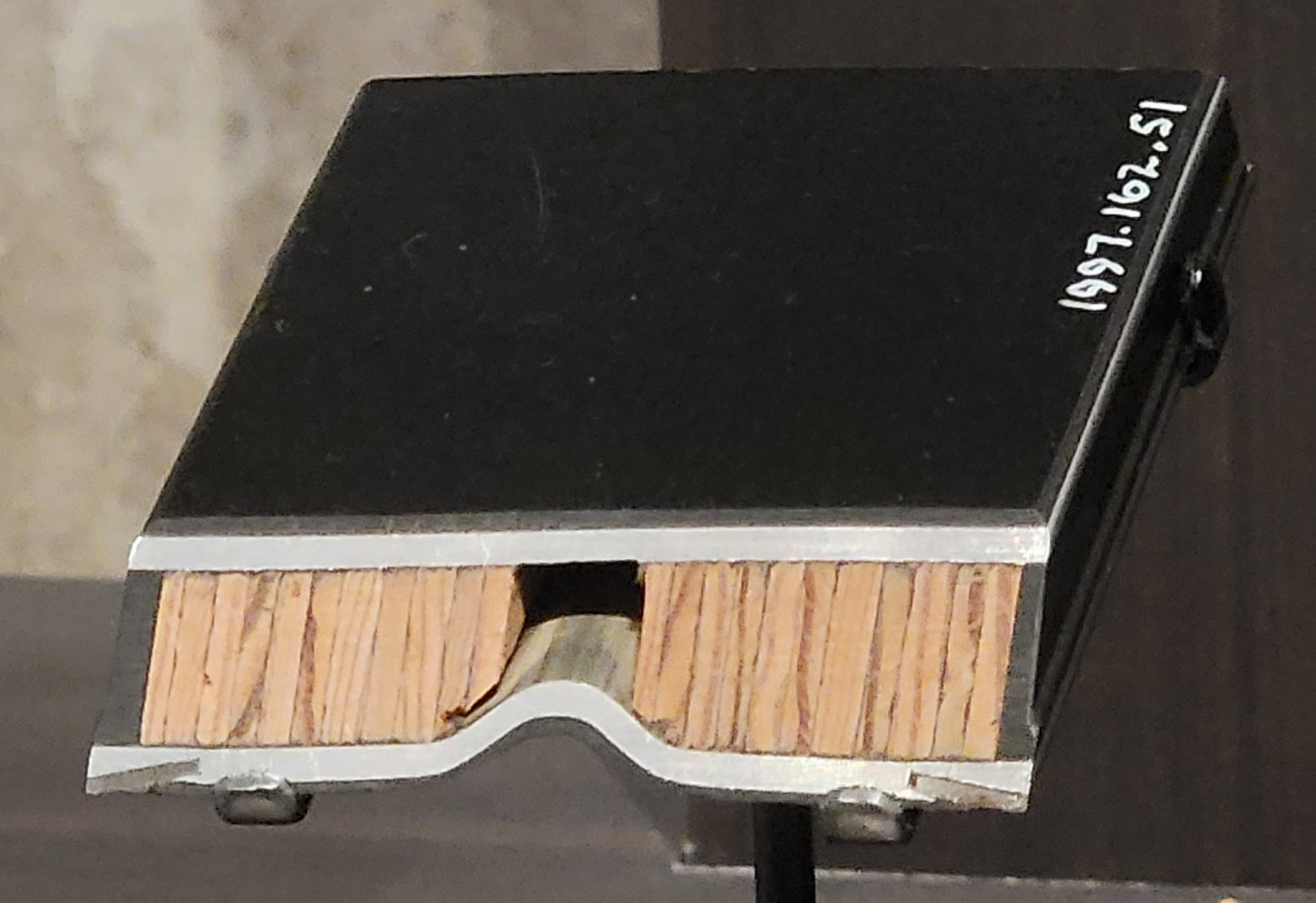
Corte transversal do design de Howard Head (1965).

Descrita na direção de deslocamento, a parte dianteira do esqui, normalmente pontiaguda ou arredondada, é a ponta, o meio é a cintura e a parte traseira é a cauda. Os esquis têm quatro aspectos que definem seu desempenho básico: comprimento, largura, corte lateral e camber. Os esquis também diferem em aspectos menores para atender a determinadas funções de nicho. Por exemplo, os esquis mogul são mais macios para absorver choques, os esquis powder são mais largos para proporcionar mais flutuação e os esquis rocker são curvados para cima (camber reverso) na ponta e na cauda para facilitar as curvas em neve profunda e pesada.

## Construção
Os esquis evoluíram de madeira maciça para o uso de uma variedade de materiais, incluindo carbono e Kevlar, para torná-los mais fortes, mais rígidos na torção, mais leves e mais duráveis. As técnicas de fabricação de esquis permitem que eles sejam feitos em um ou em uma combinação de três designs.

### Laminado

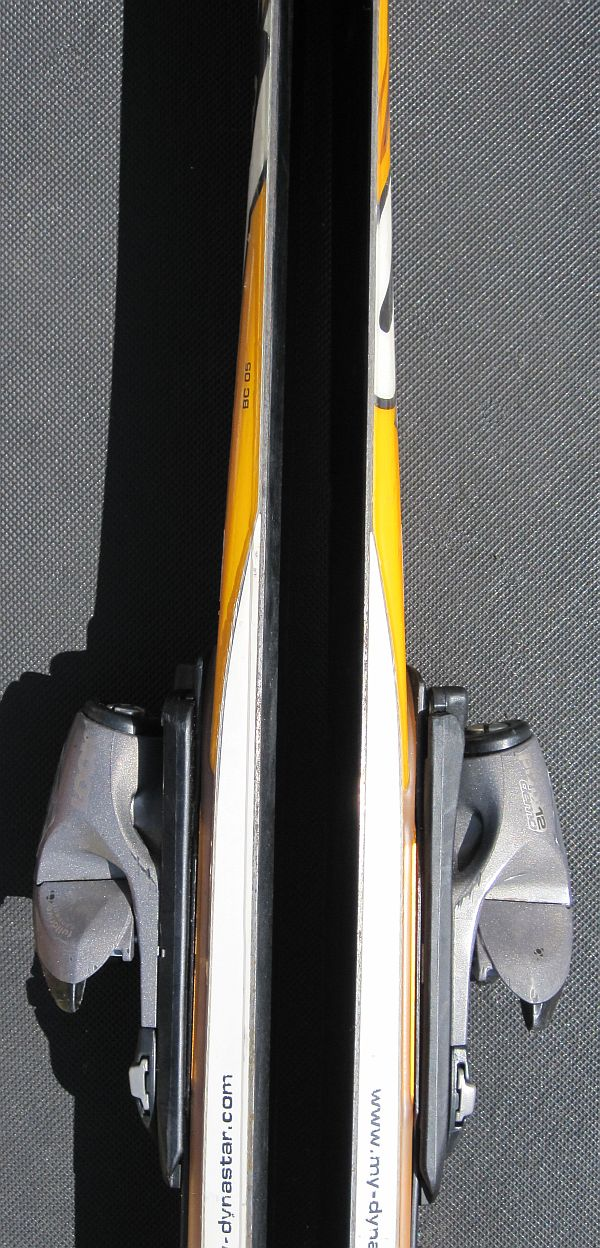
Combinação do design da tampa (parte superior) com o design laminado da parede lateral (parte inferior, branco).

Os esquis laminados são construídos em camadas. Materiais como fibra de vidro, aço, liga de alumínio ou plástico são colocados em camadas e comprimidos acima e abaixo do núcleo. A construção laminada é o processo de fabricação mais usado atualmente no setor de esqui. O primeiro esqui laminado bem-sucedido e, sem dúvida, o primeiro esqui moderno, foi o Head Standard, lançado em 1950, que prensava liga de alumínio em torno de um núcleo de madeira compensada.

### Caixa de torção
O Dynamic VR7 introduziu um novo método de construção no qual um núcleo de madeira menor era envolto em fibra de vidro úmida, em vez de folhas de fibra de vidro pré-secas coladas ao núcleo (essencialmente substituindo as folhas de metal). O resultado foi uma caixa de torção, que tornou o esqui muito mais forte. O VR7, e seu mais famoso sucessor, o VR17, foi o primeiro esqui de fibra de vidro que pôde ser usado em corridas masculinas e rapidamente conquistou esse mercado. Com o passar do tempo, os materiais para o núcleo e a caixa de torção mudaram, com madeira, várias tipos de espumas plásticas, fibra de vidro, kevlar e fibra de carbono sendo usados em diferentes designs. Os designs de caixa de torção continuam a dominar os designs de esqui cross-country, mas são menos comuns em esqui alpino e de passeio.

### Monocoque ou tampa
Durante a década de 1980, Bucky Kashiwa desenvolveu uma nova técnica de construção usando uma chapa de aço inoxidável laminada formando três lados de uma caixa de torção sobre um núcleo de madeira, com a base do esqui formando o fundo. Lançados em 1989, os esquis Volant se mostraram caros de produzir e, apesar das inúmeras críticas positivas, a empresa nunca se tornou lucrativa. Em 1990, o Salomon S9000 adotou o mesmo conceito básico, mas substituiu o aço por plástico, produzindo um design que eles chamaram de "monocoque". Agora chamado de design "cap ski", o conceito elimina a necessidade de envolver o núcleo e o substitui por um processo de etapa única cuja produção é muito mais barata. A construção desse tipo de equipamento domina a construção do esqui alpino atualmente.

### Históricos
O esqui de madeira clássico consiste em uma única peça longa de madeira adequada que é esculpida à mão no formato desejado. Os primeiros projetos eram geralmente retangulares em seção transversal, com a ponta dobrada para cima por meio da aplicação de vapor. Com o passar do tempo, os designs mudaram e os esquis passaram a ser mais finos nas laterais ou a ter sulcos proeminentes no centro.

### Fabricantes notáveis
- A K2 é uma importante empresa de fabricação de esquis sediada nos EUA.[29] Em 1961, foi uma das primeiras empresas a começar a produzir e distribuir esquis de fibra de vidro. Atualmente, a K2 é conhecida principalmente por sua ampla variedade de designs de esqui com caixa de torção. A empresa patrocina vários esquiadores profissionais e equipes de esqui.
- A Rossignol é uma empresa francesa fundada em 1907.[30] A Rossignol lançou seu primeiro esqui de fibra de vidro em 1964. Atualmente, a empresa oferece uma ampla variedade de designs de esqui e produz mais de 500.000 pares de esquis por ano. A Rossignol também fabrica botas, fixadores e bastões.
- A Elan é uma empresa eslovena,[31] localizada em Begunje, notável na fabricação de esquis por ter inventado os esquis moldados, também chamados de esquis parabólicos, que possibilitaram curvas em baixa velocidade e com raio de giro curto.

## Tipos
1. Sem corte lateral: cross-country, telemark e montanhismo
2. Parabólico
3. Ponta dupla
4. Powder

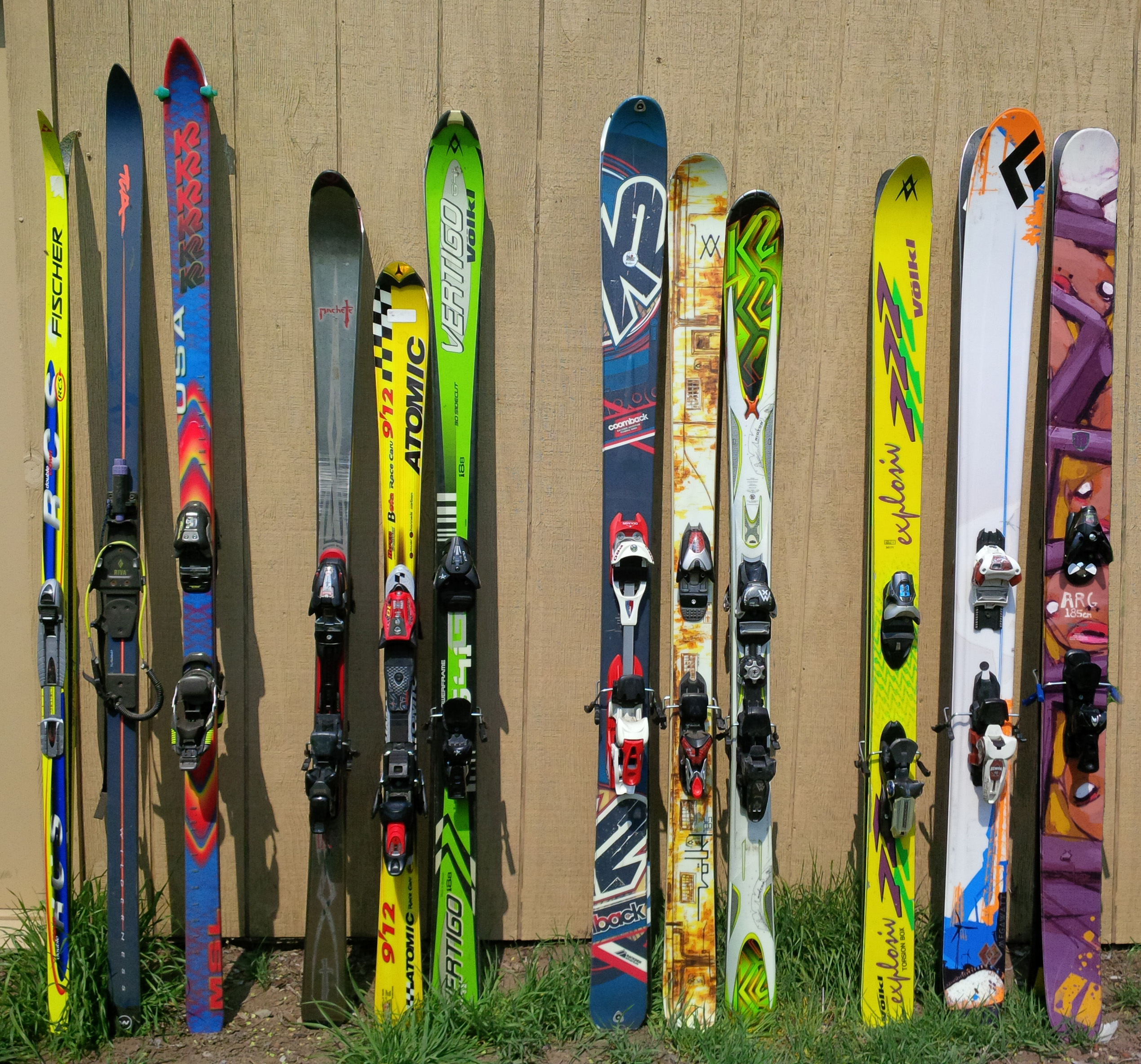
Quatro grupos de diferentes tipos de esqui, da esquerda para a direita:

Na história do esqui, muitos tipos de esquis foram desenvolvidos, projetados para diferentes necessidades, dos quais os seguintes são uma seleção.

### Alpino
Os esquis alpinos, também chamados de esquis downhill, são esquis projetados especificamente para pistas de resort assistidas por teleféricos. O design do esqui evoluiu muito desde o início do esporte moderno, em meados do século XIX, na Noruega. Os esquis modernos normalmente têm bordas de aço, curvatura, corte lateral e, possivelmente, camber reverso. Durante a década de 1990, o corte lateral tornou-se mais pronunciado para facilitar as curvas. Os esquis alpinos geralmente têm amarrações de salto fixo. Existem tipos especializados de esquis alpinos para determinados usos, incluindo esquis de ponta dupla para esqui estilo livre, esquis de slalom, esquis de slalom gigante, esquis de powder, esquis telemark e monoesquis.
A tabela a seguir mostra diferentes tipos de esquis alpinos e seus usos em um contexto de esqui alpino:
| Tipo           | Design | Descrição |
| Ponta dupla    |        | Esqui alpino projetado para esqui recreativo. O esqui tem uma cauda larga e inclinada para cima, o que permite aterrissagens em que o esquiador está virado para trás, tornando-o adequado para um parque ou para tentar recursos como caixas, trilhos ou saltos. |
| Slalom         |        | Esqui alpino projetado para corridas de slalom com uma seção média estreita, em comparação com a ponta e a cauda, permitindo o raio de giro curto necessário quando os postes estão próximos uns dos outros. |
| Slalom gigante |        | Esqui alpino projetado para corridas de slalom gigante com uma seção média estreita, em comparação com a ponta e a cauda, permitindo o raio de curva necessário quando os postes são mais espaçados do que no slalom. Esses esquis são proporcionalmente mais longos e mais largos na seção intermediária do que os esquis de slalom. |
| Powder         |        | Esqui alpino projetado para uso recreativo com uma área central mais larga que permite maior flutuabilidade na neve em pó de baixa densidade, reduzindo a pressão do esqui sobre a superfície da neve. |
| Telemark       |        | Os esquis Telemark são geralmente usados para o esqui Telemark, que é descrito como uma mistura de formas de esqui alpino, esqui de salto e esqui cross-country. Os esquis em si são semelhantes aos esquis comuns, embora normalmente sejam mais leves para proporcionar mobilidade. A principal diferença está na fixação, e não no esqui em si, em que a ponta da bota é presa ao esqui, com o calcanhar livre para se movimentar. |
| Monoesqui      |        | O monoesqui é um tipo de esqui projetado com a ideia de um par de esquis transformado em uma única peça. A prancha foi projetada para ter duas botas mantidas lado a lado, com o esquiador voltado para a frente na descida da montanha. O design da prancha em si é muito semelhante ao de uma prancha de snowboard, com a ideia de dois pés na mesma peça. Embora, em comparação, o monoesqui tenha uma ponta virada para cima mais larga e seja muito mais pesado do que uma prancha de snowboard, com fixações muito mais parecidas com as dos esquis. |

### Freeride
O esqui freeride, também conhecido como esqui backcountry, é qualquer forma de esqui praticado fora dos limites da área de esqui. Na maioria das vezes, esse tipo de esqui é praticado com esquis de turismo ou equipamento telemark, em que os esquiadores aproveitam as peles de escalada e um calcanhar destacável para esquiar em subidas. Quando o esquiador chega ao topo da área que deseja descer, ele retira as peles de escalada e faz os preparativos necessários para voltar a esquiar. O terreno também pode ser acessado com equipamento de esqui alpino padrão, subindo por um teleférico em uma estação de esqui e saindo dos limites da estação. No entanto, isso é mais comumente conhecido como sidecountry devido ao seu acesso imediato a partir de um teleférico.

### Nórdico
No esqui nórdico, o esquiador não depende de teleféricos para subir as colinas e, portanto, os esquis e as botas tendem a ser mais leves, com o calcanhar livre para facilitar a caminhada. Os estilos de equipamento de esqui nórdico incluem:
- Os esquis de cross-country são leves e estreitos, com um leve corte lateral. Três sistemas de fixação são populares: NNN da Rottefella, SNS profil da Salomon e SNS pilot também da Salomon. As bases dos esquis são enceradas para reduzir o atrito durante o movimento para a frente, e a cera também pode ser aplicada para aumentar a aderência. Alguns modelos sem cera têm padrões na parte inferior para evitar a necessidade de encerar a aderência para a técnica clássica.
- Os esquis de patinação são mais curtos do que os esquis clássicos e não precisam de cera de aderência. A técnica de patinação é usada em biatlos.
- Os esquis para saltos de esqui são longos e largos.
- Os esquis com rodas são para uso em pavimento seco, na ausência de neve.

## Bastões
Os bastões de esqui são comumente usados em conjunto com os esquis. Eles são normalmente usados como um mecanismo para ajudar os esquiadores na maioria dos tipos de esqui, proporcionando manobrabilidade adicional com suporte para virar, andar e se levantar após cair.

## Manutenção de esquis
A manutenção do esqui abrange quatro aspectos: ajustes de fixação, enceramento, modelagem das bordas e reparo da base.
- Ajuste da fixação: As fixações de esqui com liberação de segurança[42] exigem ajustes para se adequarem ao peso e à altura do esquiador. A manutenção anual garante que as configurações continuem corretas. Para esquis de aluguel, esse ajuste é necessário a cada troca de cliente.[43]

- Enceramento: A maior parte da cera de esqui minimiza o atrito de deslizamento na neve. A "cera de aderência" promove a aderência na neve para esquis de cross-country.[44] A cera pode ser aplicada de três maneiras: derretendo, esfregando e como uma pasta.[40]
  - A cera quente é aplicada com calor, passando a cera derretida na base do esqui e permitindo que ela penetre na estrutura dos poros; em seguida, ela é raspada e polida.[41]
  - A cera dura pode ser esfregada e alisada mecanicamente a partir de uma barra ou recipiente do material. Essa técnica é a regra para ceras de aderência.[45]
  - A cera em pasta permite reduzir o atrito com um ajuste rápido às condições da neve, em detrimento da durabilidade.[46]
- Modelagem da borda: As bordas se envolvem com a neve, especialmente quando há gelo. A modelagem da borda pode ser feita diariamente com carborundum ou pedra de diamante para remover imperfeições. O ajuste das bordas requer uma série de aplicações de ferramentas e pedras de afiar, trabalhando em ângulos aproximadamente retos ao longo da borda de metal.[41] O ângulo em relação ao plano da parte inferior do esqui é definido, dependendo do tipo de esqui previsto, da seguinte forma:[41]
  - Esquiadores de slalom: 0° a 0,5°.
  - Esquiadores intermediários e esquiadores de slalom gigante: 0,5° a 1°.
  - Iniciantes e competidores de down-hill: 2°.

- Reparo da base: O reparo da base do esqui tem três níveis: limpeza, preenchimento de imperfeições e preparação da superfície.[41]
  - A limpeza promove a remoção de sujeira e cera, permitindo que o material de reparo se una ao esqui.
  - O reparo de sulcos pode ser realizado com uma vela de gotejamento de parafina e mistura de polietileno ou um bastão mais duro e durável de polietileno puro. Ambos são derretidos nas imperfeições e, em seguida, raspados até a superfície do esqui.
  - A preparação da superfície envolve a mistura dos reparos na base e, em seguida, a texturização para se adequar às condições da neve com um material arenoso, usando grãos sucessivamente mais finos, dependendo da temperatura da neve. Outros tratamentos incluem a instalação de ranhuras em miniatura ao longo do esqui ou uma escova de aço.